# Kertesziomyia perakensis
Kertesziomyia perakensis är en tvåvingeart som först beskrevs av Charles Howard Curran 1928.  Kertesziomyia perakensis ingår i släktet Kertesziomyia och familjen blomflugor. Inga underarter finns listade i Catalogue of Life.